# Constante de Rydberg
A Constante de Rydberg, nomeada em homenagem ao físico Johannes Rydberg, é uma constante física que aparece na fórmula de Rydberg. Ela foi descoberta durante a medição do espectro do hidrogênio e foi definida a partir dos resultados desta experiência por Anders Jonas Ångström e Johann Balmer. Cada elemento químico possui a sua própria constante de Rydberg, que pode ser derivada da constante de Rydberg para massa nuclear infinita.
A constante de Rydberg é considerada como uma das mais bem definidas constantes físicas, com um incerteza experimental relativa de menos de 7 partes por trilhão. A habilidade de medi-la diretamente com tal precisão, confirma a proporção dos valores de outras constantes físicas que a definem, e por isso pode ser utilizada para testar teorias da física.
Para uma série de linhas espectrais discretas, emitidas por um átomo de hidrogênio,
{\displaystyle {\frac {1}{\lambda }}=R\left({\frac {1}{m^{2}}}-{\frac {1}{n^{2}}}\right)\ }.
A constante de Rydberg para massa nuclear infinita é (de acordo com as recomendações de 2014 do Committee on Data for Science and Technology):
{\displaystyle R_{\infty }={\frac {m_{e}e^{4}}{(4\pi \epsilon _{0})^{2}\hbar ^{3}4\pi c}}={\frac {m_{e}e^{4}}{8\epsilon _{0}^{2}h^{3}c}}=1.0973731568508(65)\cdot 10^{7}\,\mathrm {m} ^{-1}}
onde
{\displaystyle \hbar \ } é a constante de Planck reduzida,
{\displaystyle m_{e}\ } é a massa do elétron,
{\displaystyle e\ } é a carga elementar,
{\displaystyle c\ } é velocidade da luz no vácuo, e
{\displaystyle \epsilon _{0}\ } é a permissividade elétrica no vácuo
Na física atômica, esta constante é utilizada freqüentemente na forma de uma energia:
{\displaystyle hcR_{\infty }=13.6056923(12)\,\mathrm {eV} \equiv 1\,\mathrm {Ry} \ }
A constante "infinita" aparece na fórmula:
{\displaystyle R_{M}={\frac {R_{\infty }}{1+m_{e}/M}}\ }
onde
{\displaystyle R_{M}\ } é a constante de Rydberg para determinado átomo com um elétron com a massa intrínseca {\displaystyle m_{e}\ }
{\displaystyle M\ } é a massa do seu núcleo atômico.